# Lista de futebolistas da Seleção Brasileira de Futebol nascidos fora do Brasil
Neste artigo, encontra-se a lista de futebolistas da Seleção Brasileira de Futebol nascidos fora do Brasil.
Se considerarmos somente a Seleção principal, apenas 5 jogadores fazem parte desta lista. São eles: Sidney Pullen, Casemiro do Amaral, Francisco Police, Adolpho Milman e Andreas Pereira. Os três primeiros defenderam a Seleção Brasileira na segunda metade da década de 1910. O quarto, Adolpho Milman, também conhecido como Russo, defendeu a seleção em 1942. Em 2018, depois de 76 anos, Andreas Pereira foi convocado.[carece de fontes?]
Considerando-se as divisões de base, além de Andres Pereira, mais dois nomes serão inclusos: Marcelo Moreno, nascido na Bolívia, filho de pai brasileiro, será o sexto nome. Em 2007, porém, Marcelo Moreno optou por defender a seleção principal da Bolívia. E por fim, Gabriel Kazu, convocado para a seleção sub-20 em 2017, que nasceu no Japão.[carece de fontes?]
Alguns jornalistas e pesquisadores ainda incluem o atacante Patesko nesta lista. Patesko jogou as Copas de 1934 e 1938 pelo Brasil, como sendo polonês. Contudo, Rodolfo Barteczko (nome de registro), era descendente de poloneses, mas nascido em Curitiba, Paraná, em 1910.

## Lista

### Seleção principal
| Jogador            | Período                         | Local de nascimento      | Jogos | Notas | Ref.  |
| ------------------ | ------------------------------- | ------------------------ | ----- | --- | ----- |
| Sidney Pullen      | Julho de 1916 – maio de 1917    | Southampton, Reino Unido | 5     | Filho de pai inglês e mãe brasileira, Sidney Pullen veio para o Brasil ainda criança, quando seu pai, Hugh Pullen, teve que ser transferido pela empresa onde trabalhava para a cidade do Rio de Janeiro. | [ 4 ] |
| Casemiro do Amaral | Julho de 1916 – outubro de 1917 | Lisboa, Portugal         | 6     | Não há muitas informações disponíveis a respeito de Casemiro, mas sabe-se que nasceu em Lisboa e chegou ao Brasil muito jovem, acompanhado de seus pais. | [ 5 ] |
| Francisco Police   | Janeiro de 1918                 | Caserta, Itália          | 1     | Natural de Caserta, Itália, atuou no Botafogo-RJ nas décadas de 10 e 20. | [ 5 ] |
| Adolpho Milman     | Janeiro de 1942                 | Inconclusivo             | 1     | Adolpho Milman, mais conhecido como Russo, nasceu no dia 26 de julho de 1915, filho de Salomão e Clara, um casal de ucranianos. A princípio, diversas fontes indicavam como local de seu nascimento uma província do antigo Império Russo, hoje território do Afeganistão. Entretanto, na década de 80, jornais como O Globo, O Radical e Revista Placar, afirmavam em suas manchetes que o jogador havia nascido na cidade de Pelotas, Rio Grande do Sul. Mais tarde, apesar de não ter qualquer documentação que comprove a versão, o filho do ex-atacante afirma que Russo, na verdade, havia nascido na província de Entre Ríos na Argentina. Como a família era muito humilde, de camponeses, seu filho não sabe se existiu qualquer registro do nascimento do pai em outro país. Portanto, o local de nascimento, é comprovadamente incerto. | [ 6 ] |
| Andreas Pereira    | Agosto de 2018 – atualidade     | Duffel, Bélgica          | 5     | Filho de pais brasileiros, Andreas Pereira nasceu em Duffel, na Bélgica, quando o pai, o ex-jogador Marcos Antônio Pereira, atuava pelo KV Mechelen. Foi o primeiro jogador nascido fora do Brasil a marcar um gol pela Seleção Brasileira. | [ 7 ] |

### Seleções de base
| Jogador         | Período                     | Local de nascimento              | Jogos                 | Notas | Ref.   |
| --------------- | --------------------------- | -------------------------------- | --------------------- | --- | ------ |
| Marcelo Moreno  | 2005 (sub-17) 2006 (sub-20) | Santa Cruz de la Sierra, Bolívia | 8 (sub-17) 7 (sub-20) | É filho do ex-jogador brasileiro Mauro Martins e da boliviana Ruth Moreno. É o quarto de sete irmãos. Na terra natal, é mais conhecido pelo sobrenome Martins, herdado de seu pai, um brasileiro radicado na Bolívia. | [ 8 ]  |
| Andreas Pereira | 2014 (sub-20) 2016 (sub-23) | Duffel, Bélgica                  | 8 (sub-20) 1 (sub-23) | | [ 9 ]  |
| Gabriel Kazu    | 2017 (sub-20)               | Seki, Japão                      | 3 (sub-20)            | Kazu nasceu no Japão de pais brasileiros. Seu pai é descendente de japoneses e sua mãe descendente de italianos. Seus pais ficaram feridos em um acidente de carro em 1998 e gastaram suas economias para pagar as contas do hospital. O pai de Kazu mudou-se com sua família para o Japão para trabalhar e reconstruir sua vida. Kazu e recebeu o nome do jogador de futebol japonês Kazuyoshi Miura. | [ 10 ] |